# كلاتة بايين درة
كلاتة بايين درة هي قرية في مقاطعة كوهسرخ، إيران. عدد سكان هذه القرية هو 281 في سنة 2006.